# Franz Mehring
Franz Erdmann Mehring (Schlawe, Pomeránia, 1846. február 27. – Berlin, 1919. január 29.) német marxista filozófus, történész, irodalomkritikus és publicista.

## Élete és munkássága
Gazdag polgári családba született, tanulmányait Lipcse és Berlin egyetemein végezte 1866 és 1870 között, 1882-ben szerzett doktorátust. Számos újságban jelentek meg írásai, többek között a Die Neue Zeit, a Die Zukunft, Frankfurter Zeitung, Die Waage. Politikai nézetei a szocialista beállítottságú polgári radikalizmustól 1890 körül jutottak el a marxizmusig. 1891-ben csatlakozott Németország Szociáldemokrata Pártjához (Sozialdemokratische Partei Deutschlands, SPD).
1902 és 1907 között főszerkesztője a szociáldemokrata Leipziger Volkszeitung című újságnak. 1906-tól 1911-ig az SPD pártiskoláján tanított. 1917-től 1918-ig a poroszországi parlament tagja. Az első világháború kitörése után egyre jobban eltávolodott az SPD vezetésétől. Karl Liebknecht és Rosa Luxemburg mellett alapító tagja a háborúellenes Internacionálé Csoportnak (Gruppe Internationale), majd 1916 márciusától a Spartakus-csoportnak (Spartakusgruppe). Ugyanebben az évben letartóztatták antimilitarista írásai és beszédei miatt. Megírta a harmincéves háború első marxista történeti analízisét, feltárta II. Gusztáv Adolf svéd király hadjáratának protestáns vallási ideológiája mögötti gazdasági, politikai osztályérdekeket.
1917-ben az elsők között üdvözölte, s védelmezte az októberi bolsevik forradalmat. Lenin elismerőleg nyilatkozott írásairól. 1918-ban publikálta Karl Marx életrajzát, mely az első alapos, félreértésektől és szándékos hamisításoktól mentes, hiteles életrajz volt. A könyvet hamarosan számos nyelvre lefordították, 1920-ban orosz, 1922-ben dán, 1925-ben magyar, 1930-ban japán, 1932-ben spanyol, 1935-ben angol fordítása jelent meg. Alapító tagként részt vett a Németország Kommunista Pártja (Kommunistische Partei Deutschlands – KPD) létrehozásában.

## Öröksége
Mehring tudományos öröksége igen kiterjedt, számos területet ölel fel. Filozófusként hozzájárult a történelmi materializmus torzításmentes interpretálásához, népszerűsítéséhez, kritizálta a polgári filozófiai irányzatokat, a neo-kantianizmust, a machizmust, Eduard von Hartmann, Arthur Schopenhauer, Friedrich Nietzsche, továbbá Werner Sombart, Eduard Bernstein nézeteit. Hozzájárult a marxista esztétika és irodalomkritika megteremtéséhez. Marx és Engels kéziratainak egyik legelmélyültebb tanulmányozója és publikálásuk kezdeményezője volt. Első marxista történészként úttörő tevékenységet végzett a történelmi materialista módszer konkrét történeti kutatásokban való alkalmazásával. A német szociáldemokrácia történetét feldolgozó, Geschichte der deutschen Sozialdemokratie című, négykötetes munkája forrásértékű jelentőséggel bír kora német munkásmozgalmára vonatkozóan.

## Művei

### Német nyelven
- Herr von Treitschke, der Sozialistentödter und die Endziele des Liberalismus. Genossenschaftsbuchdruckerei, Leipzig, 1875
- Herr Sonnemann. Zwei Leitartikel der Staatsbürger Zeitung. Den Frankfurter Reichstagswählern gewidmet. Berlin, 1876
- Zur Geschichte der deutschen Socialdemokratie. Ein historischer Versuch. Faber, Magdeburg, 1877
- Herr Hofprediger Stöcker der Socialpolitiker. Eine Streitschrift. Schünemann, Bremen, 1882
- Franz Duncker. Ein Gedenkblatt. Gutenberg Druck und Verlag, Berlin, 1888
- Der Fall Lindau. K. Brachvogel & Ranft, Berlin, 1890
- Kapital und Presse. Ein Nachspiel zum Fall Lindau. K.Brachvogel & Ranft, Berlin, 1891
- Herrn Eugen Richters Bilder aus der Gegenwart. Eine Entgegnung. Wörlein & Co., Nürnberg, 1892
- Die Lessing-Legende. Eine Rettung, nebst einem Anhang über den historischen Materialismus. J. H. W. Dietz, Stuttgart, 1893
- Gustav Adolf. Ein Fürstenspiegel zu Lehr und Nutz der deutschen Arbeiter. Verlag der Expedition des Vorwärts, Berlin, 1894 (2. verb. Aufl., 1908)
- Geschichte der deutschen Sozialdemokratie. 2 Teile, Dietz, Stuttgart 1897/98 (2.verb. Aufl., 4B de., Stuttgart, Dietz, 1903/04)
- Herrn Hardens Fabeln. Eine nothgedrungene Abwehr. H. Walther, Berlin, 1899
- Weltkrach und Weltmarkt. Eine weltpolitische Skizze. Vorwärts, Berlin, 1900
- Arbeiterklasse und Flottenvorlage. Vorwärts, Berlin, 1900
- Briefe von Ferdinand Lassalle an Karl Marx und Friedrich Engels 1849 bis 1862 hrsg. von Franz Mehring. J. H. W. Dietz Nachf. (G.m.b.H.), Stuttgart, 1902
- Meine Rechtfertigung. Ein nachträgliches Wort zum Dresdner Parteitag. Verlag der Leipziger Buchdruckerei, Leipzig, 1903
- Schiller. Ein Lebensbild für deutsche Arbeiter. Verlag der Leipziger Buchdruckerei, Leipzig, 1905
- Jena und Tilsit. Ein Kapitel ostelbischer Junkergeschichte. Verlag der Leipziger Buchdruckerei, Leipzig, 1906
- Eine Geschichte der Kriegskunst. Paul Singer, Stuttgart, 1908
- Wilhelm Wolff: Gesammelte Schriften. Nebst einer Biographie Wolffs von Friedrich Engels. Mit Einleitung und Anmerkungen. Hrsg. von Fr. Mehring. Jubiläums-Ausgabe. Buchhandlung Vorwärts, Berlin, 1909 (=Sozialistische Neudrucke III)
- Antonio Labriola. Zum Gedächtnis des Kommunistischen Manifestes. Eingeleitet und übersetzt von Franz Mehring. Mit einem Bildnis des Verfassers. Verlag der Leipziger Buchdruckerei Aktiengesellschaft, Leipzig, 1909 (Reprint: Verlag Neue Kritik, Frankfurt am Main, 1970 =Archiv sozialistischer Literatur)
- Deutsche Geschichte vom Ausgang des Mittelalters. Ein Leitfaden für Lehrende und Lernende. 2 Teile, Vorwärts, Berlin, 1910/11.
- Heinrich Heines Werke in zehn Bänden. Mit einer biographischen Einleitung. Buchhandlung Vorwärts, Berlin, 1911
- Freiligrath und Marx in ihrem Briefwechsel. Singer, Stuttgart, 1912 (= Ergänzungshefte zur Neuen Zeit)
- 1807 bis 1812. Von Tilsit nach Tauroggen. Dietz, Stuttgart, 1912
- 1813 bis 1819. Von Kalisch bis Karlsbad. Dietz, Stuttgart, 1913
- Kriegsartikel. Aktion, Berlin, 1918
- Karl Marx. Geschichte seines Lebens. Leipziger Buchdruckerei, Leipzig, 1918
- Gesammelte Schriften. (15 Bände). Dietz Verlag, Berlin, 1960–1967. ISBN 3320007629

### Magyarul
- Marx Károly élete; ford. Rab Pál; Népszava, Bp., 1925
- Irodalmi tanulmányok; vál., ford. Birki Ágnes, versford. Gáspár Endre; Athenaeum, Bp., 1950
- A Lessing-legenda. A porosz despotizmus és a klasszikus irodalom történetéhez és bírálatához; ford. Pázmány Péter Tudományegyetem Német Intézetének munkaközössége; Szikra, Bp., 1950
- Marx Károly életrajza; ford. Rab Pál, átdolg. Remsei Flóra; Gondolat, Bp., 1957
- Esztétikai barangolások. Válogatott írások az irodalom köréből; vál., bev., jegyz. Széll Zsuzsa, ford. Birki Ágnes et al.; Kossuth, Bp., 1969 (Esztétikai kiskönyvtár), 265 old.
- A történelmi materializmusról; ford. Glavina Zsuzsa; Kossuth, Bp., 1979, 157 old. ISBN 9630913909
- Tanulmányok a német történelemről; vál., előszó Gunst Péter, ford. ifj. Barta János; Gondolat, Bp., 1981, 597 old. ISBN 963280970X
- Karl Marx. Életrajz. Kossuth Könyvkiadó, Budapest, 1982. 639 old. [3. kiadás] ISBN 9630919745
- A német szociáldemokrácia ifjúkora. Részletek „A német szociáldemokrácia történeté”-ből; vál., jegyz. Hamburger Mihály, utószó Jemnitz János, ford. Kis János; Európa, Bp., 1987 (Clio), 619 old. ISBN 9630740702

## Fordítás
- Ez a szócikk részben vagy egészben a Franz Mehring című angol Wikipédia-szócikk ezen változatának fordításán alapul.  Az eredeti cikk szerkesztőit annak laptörténete sorolja fel. Ez a jelzés csupán a megfogalmazás eredetét és a szerzői jogokat jelzi, nem szolgál a cikkben szereplő információk forrásmegjelöléseként.